# Gianfranco Peña
Gianfranco Peña (Jamundí, Valle del Cauca, Colombia; 11 de julio de 2000) es un futbolista colombiano que juega como delantero. Actualmente es agente libre. 

## Características de juego
Es un centro delantero fuerte, potente, de muy buen pegada al balón, incluso de muy buen tiro libre, tiene buen juego aéreo y muy buena ubicación en el área, siempre está en el momento preciso, con muy buena cuota goleadora.

## Estadísticas
Actualizado al último partido disputado el 11 de mayo del 2023.
| Club                         | Div.          | Temporada     | Liga  | Liga  | Liga   | Copas | Copas | Copas  | Internacional | Internacional | Internacional | Total | Total | Total  |
| Club                         | Div.          | Temporada     | Part. | Goles | Asist. | Part. | Goles | Asist. | Part.         | Goles         | Asist.        | Part. | Goles | Asist. |
| ---------------------------- | ------------- | ------------- | ----- | ----- | ------ | ----- | ----- | ------ | ------------- | ------------- | ------------- | ----- | ----- | ------ |
| Valledupar F. C. · Colombia  | 2.ª           | 2020          | 25    | 9     | -      | -     | -     | -      | -             | -             | -             | 25    | 9     | -      |
| Valledupar F. C. · Colombia  | 2.ª           | 2021          | 14    | 5     | -      | -     | -     | -      | -             | -             | -             | 14    | 5     | -      |
| Valledupar F. C. · Colombia  | Total club    | Total club    | 39    | 14    | 0      | 0     | 0     | 0      | 0             | 0             | 0             | 39    | 14    | 0      |
| América de Cali · Colombia   | 1.ª           | 2022          | 16    | 2     | -      | -     | -     | -      | -             | -             | -             | 16    | 2     | 0      |
| América de Cali · Colombia   | Total club    | Total club    | 16    | 2     | 0      | 0     | 0     | 0      | 0             | 0             | 0             | 16    | 2     | 0      |
| Atlético Nacional · Colombia | 1.a           | 2023          | 6     | 0     | -      | 0     | 0     | 0      | 0             | 0             | 0             | 6     | 0     | -      |
| Atlético Nacional · Colombia | Total club    | Total club    | 6     | 0     | 0      | 0     | 0     | 0      | 0             | 0             | 0             | 6     | 0     | 0      |
| Total carrera                | Total carrera | Total carrera | 61    | 16    | 0      | 0     | 0     | 0      | 0             | 0             | 0             | 61    | 16    | 0      |

## Palmarés

### Torneos nacionales
| Título                | Club              | País     | Año  |
| --------------------- | ----------------- | -------- | ---- |
| Superliga de Colombia | Atlético Nacional | Colombia | 2023 |